# Enterbrain
Enterbrain (jap. エンターブレイン, Entāburein) ist ein Imprint des japanischen Verlags Kadokawa.

## Gesellschaft
Enterbrain hat seinen Ursprung in dem am 30. Januar 1987 gegründeten Unternehmen ASCII Eiga K.K. (アスキー映画株式会社, Asukī Eiga Kabushiki kaisha), als Filmtochter von ASCII gegründet. 1997 erfolgte die Umbenennung in K.K. ASCII Visual Entertainment (株式会社アスキービジュアルエンタテインメント, Kabushiki-gaisha Asukī Bijuaru Entateinmento) und nach einer Neuausrichtung am 1. April 2000 in K.K. Enterbrain (株式会社エンターブレイン, Kabushiki-gaisha Entāburein), und wurde zur ASCII-Tochter MediaLeaves übertragen, die 2004 Tochter der Kadokawa Group Holdings wurde.
Enterbrain hat sich auf die Veröffentlichung diverser Videospielmagazine sowie Strategieführer und andere Printprodukte im Videospielbereich sowie die Entwicklung von Unterhaltungssoftware spezialisiert und bietet zusätzlich weitere Dienstleistungen in diesem Sektor an, darunter Brancheninformations- und Lizenzierungsdienstleistungen.
2010 fusionierte Enterbrain mit dem Mutterunternehmen MediaLeaves. 2013 wurde die Kadokawa Group Holdings in Kadokawa umbenannt und am 1. Oktober 2013 die acht Verlage der Unternehmensgruppe, darunter Enterbrain, als eigenständige Unternehmen aufgelöst und als Marken (Imprints) von Kadokawa weitergeführt.

## Magazine (Auswahl)
- LOGiN: Monatliches Magazin, das über das Thema PC-Spiele berichtet.
- B's LOG: Magazin für weibliche Spieler.
- Comic Beam
- Famitsū:
  - Famitsū PS2: Magazin für die PlayStation 2.
  - Famitsū Xbox: Magazin für die Microsoft Xbox.
  - Famitsū DS + Cube & Advance: Magazin für den Nintendo DS, Nintendo GameCube und Game Boy Advance.
  - Famitsū Connect! On: Magazin für MMORPGs.
- Harta (früher Fellows!): Magazin für Seinen-Manga[2]
- Tech Gian: Magazin für Videospiele.
- Sarabure: Magazin für Pferderennspiele.

## Software (Auswahl)
- RPG Maker: Ein Programm für Rollenspiele
- Fighter Maker: Ein Programm für Kampfspiele
- Sim RPG Maker: Ein Programm für strategische Rollenspiele
- Shooter Maker: Ein Programm für Shooter-Spiele
- Chara Maker: Ein Malprogramm
- Music Maker: Ein Musikprogramm
- Indie Game Maker: Ein Editor für (fast) alle Arten von Spielen